# Holz (Gemeinde St. Veit an der Glan)
Holz ist eine Ortschaft in der Gemeinde Sankt Veit an der Glan im Bezirk Sankt Veit an der Glan in Kärnten, in Österreich. Die Ortschaft hat 10 Einwohner (Stand 1. Jänner 2024). Die Ortschaft liegt zur Gänze auf dem Gebiet der Katastralgemeinde Niederdorf.

## Lage
Die Ortschaft liegt im Glantaler Bergland im Süden des Bezirks Sankt Veit, zwischen dem Muraunberg und dem Tanzenberg, südsüdöstlich von Hörzendorf.

## Geschichte
In der Steuergemeinde Niederdorf liegend, gehörte der Ort in der ersten Hälfte des 19. Jahrhunderts zum Steuerbezirk Karlsberg. Bei Bildung der Ortsgemeinden im Zuge der Reformen nach der Revolution 1848/49 kam Holz an die Gemeinde Hörzendorf (die zunächst unter dem Namen Gemeinde Karlsberg geführt wurde), 1972 an die Gemeinde Sankt Veit an der Glan.

## Bevölkerungsentwicklung
Für die Ortschaft zählte man folgende Einwohnerzahlen:
- 1869: 5 Häuser, 31 Einwohner[3]
- 1880: 5 Häuser, 39 Einwohner[4]
- 1890: 5 Häuser, 27 Einwohner[5]
- 1900: 4 Häuser, 26 Einwohner[6]
- 1910: 4 Häuser, 16 Einwohner[7]
- 1923: 4 Häuser, 13 Einwohner[8]
- 1934: 18 Einwohner[9]
- 1961: 1 Haus, 10 Einwohner[10]
- 2001: 3 Gebäude (davon 2 mit Hauptwohnsitz) mit 3 Wohnungen; 6 Einwohner und 0 Nebenwohnsitzfälle; 3 Haushalte; 1 Arbeitsstätte, 1 land- und forstwirtschaftlicher Betrieb[11]
- 2011: 4 Gebäude, 6 Einwohner, 2 Haushalte, 0 Arbeitsstätten[12]
- 2021: 4 Gebäude, 11 Einwohner, 3 Haushalte, 1 Arbeitsstätte[13]

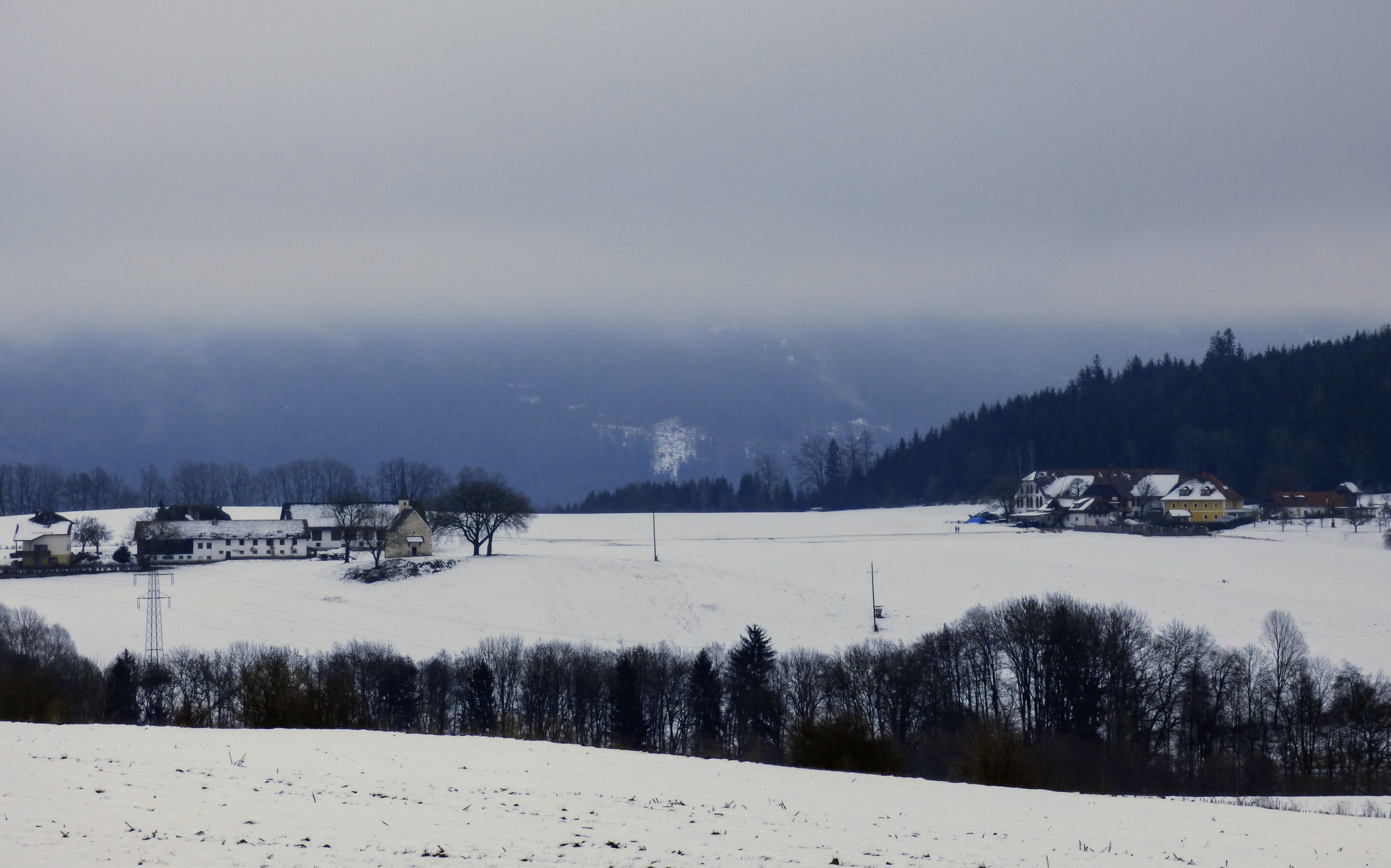
Ortschaften Holz (rechts) und Streimberg (links)
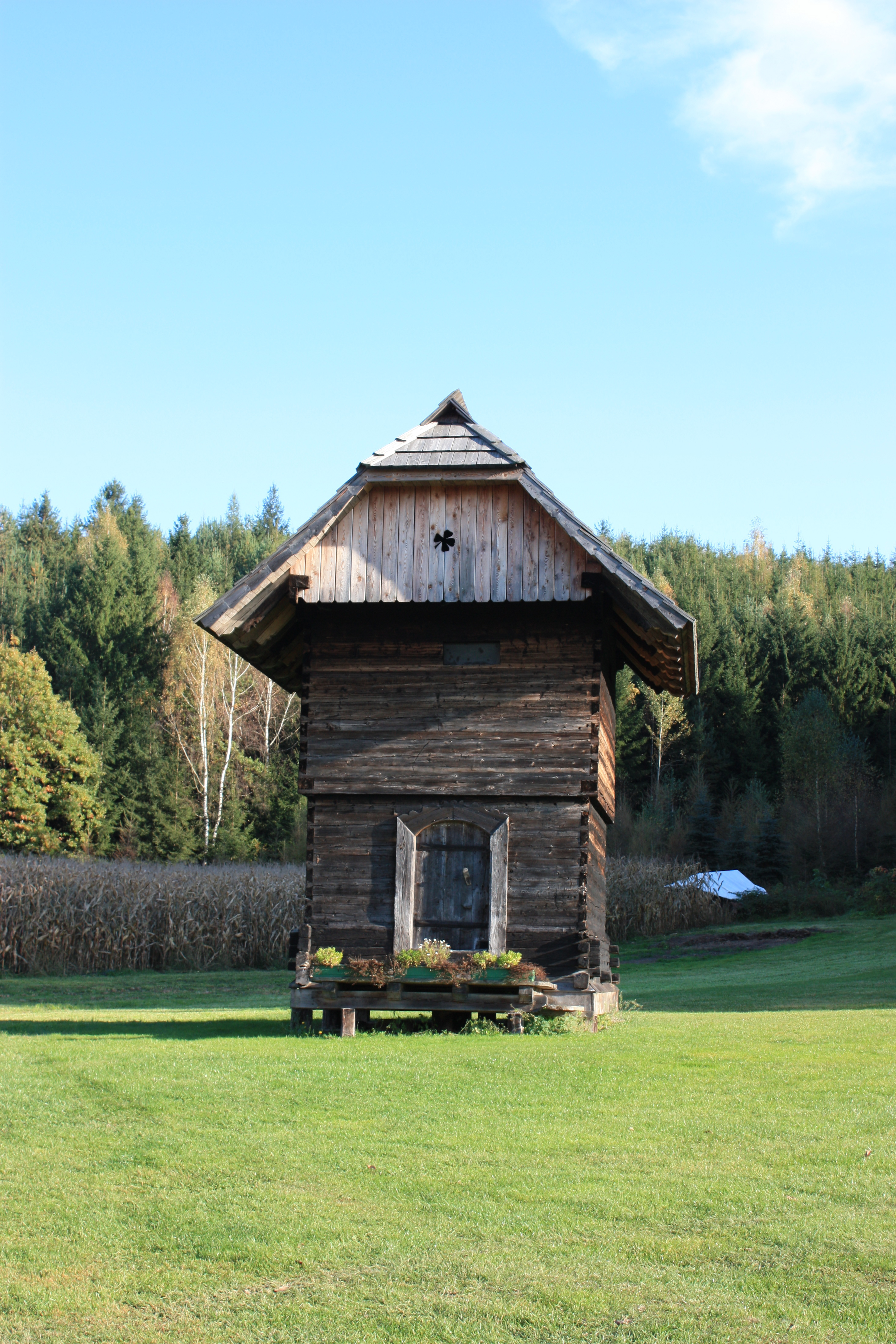
Getreidekasten in Holz
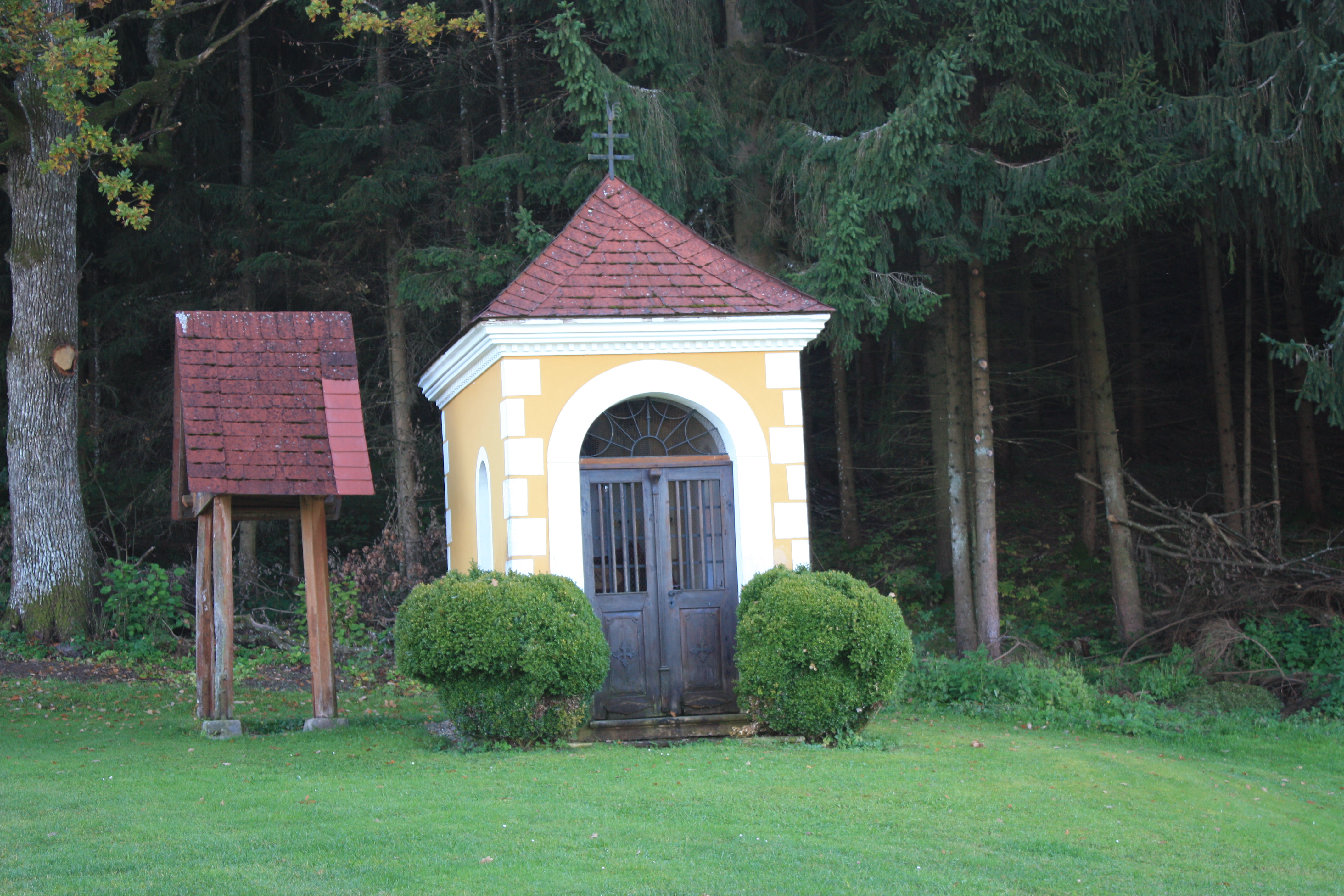
Kapelle in Holz